# Pedro Opeka
Le père Pedro Opeka C.M., né le 29 juin 1948 à San Martín (Argentine), est un religieux catholique lazariste, de parents d'origine slovène. Fondateur de l'œuvre humanitaire Akamasoa en 1989, il est connu pour le combat qu'il mène contre la pauvreté à Madagascar.

## Biographie

### Enfance
Pedro Pablo Opeka, est né le 29 juin 1948 à San Martin, chef-lieu d'arrondissement de la province de Buenos Aires, de parents réfugiés slovènes.
À la fin de la Seconde Guerre mondiale, son père, Luis, connu pour ses convictions chrétiennes, est arrêté et condamné à mort par les communistes du maréchal Tito. Mais, en juin 1945, il échappe à la mort, en étant le seul rescapé d'une tuerie. Il décide de fuir son pays, la Yougoslavie. Dans un camp de réfugiés en Italie, il rencontre et se marie avec Maria Marolt. Le 31 décembre 1947, ils embarquent à Naples pour l'Argentine.
Pedro Opeka apprend très tôt les métiers du bâtiment, en aidant son père, devenu maçon en arrivant en Argentine. Il joue aussi beaucoup au football, comme tous les jeunes Argentins et veut devenir professionnel.
Après son baccalauréat, Pedro Opeka quitte Buenos Aires pour passer l'été, avec les Indiens mapuches, dans un coin reculé de l'Argentine. Accompagné d'un groupe d'étudiants catholiques, il souhaite créer une maison type, dont les villageois pourraient s'inspirer. Ils construisent alors une première maison avec deux élèves architectes. C'est en aidant ces personnes, au pied des Andes, qu'il découvre sa vocation et choisira de se consacrer aux plus pauvres et à Dieu.

### Formation
Après cette expérience dans les Andes, il décide de rentrer au noviciat pour devenir prêtre et entame, à dix-sept ans, le séminaire chez les Pères Lazaristes (ordre fondé en 1625 par saint Vincent de Paul). Il commence des études de philosophie et de théologie au Colegio Máximo de San Miguel dans le Grand Buenos Aires. Il y rencontre le futur pape François et a suivi durant deux semestre ses cours de littérature et de philosophie.
En 1968, à vingt ans, le jeune homme part approfondir sa formation à l'université de Ljubljana, en Slovénie, pays d'origine de ses parents.
En 1970, il part pour la première fois à Madagascar pour être maçon dans les paroisses Lazaristes, à Vangaindrano. Dans une des régions les plus démunies du sud-est de la grande île, Pedro Opeka aide les paysans à améliorer la culture du riz, des céréales, du girofle, du poivre et du café. Il crée aussi des groupes de villageois et de jeunes, pour les aider à réfléchir ensemble, bâtir des projets communs et à prendre en main leur futur.
Pedro Opeka acquiert la conviction qu’il sera missionnaire et continue ses études de théologie à partir de 1972, durant trois années en France, à l'Institut catholique de Paris. Il rencontre la communauté œcuménique de Taizé, près de Cluny et voyage dans toute l'Europe, où il se fera de nombreux amis.
Le 28 septembre 1975, à 27 ans, il est ordonné prêtre à Buenos Aires en Argentine, et prononce ses vœux de missionnaire dans l'église Lazariste de la rue de Sèvres à Paris, épousant ainsi la cause de Saint Vincent de Paul en vouant sa vie au service des plus démunis.
Le père Pedro parle couramment six langues : espagnol (sa langue maternelle), slovène, français, italien, anglais et malgache.

## Madagascar
En 1975, le Père Pedro repart à Madagascar pour être curé de la paroisse à Vangaindrano. Il officie dans cette fonction durant quatorze ans.
La lutte contre la pauvreté devient son combat quotidien : « Plongé jusqu'à mi-corps dans l'eau boueuse des rivières de Vaingaindrano, le père Pedro, les jambes couvertes de sangsues, s'acharne à convaincre ses amis malgaches qu'il est possible de réaliser deux récoltes de riz chaque année au lieu d'une comme le voulait la tradition ».
En mars 1989, il est nommé directeur du scolasticat des Lazaristes de la capitale malgache, afin de former les jeunes frères de cette congrégation,.

### Création d'Akamasoa

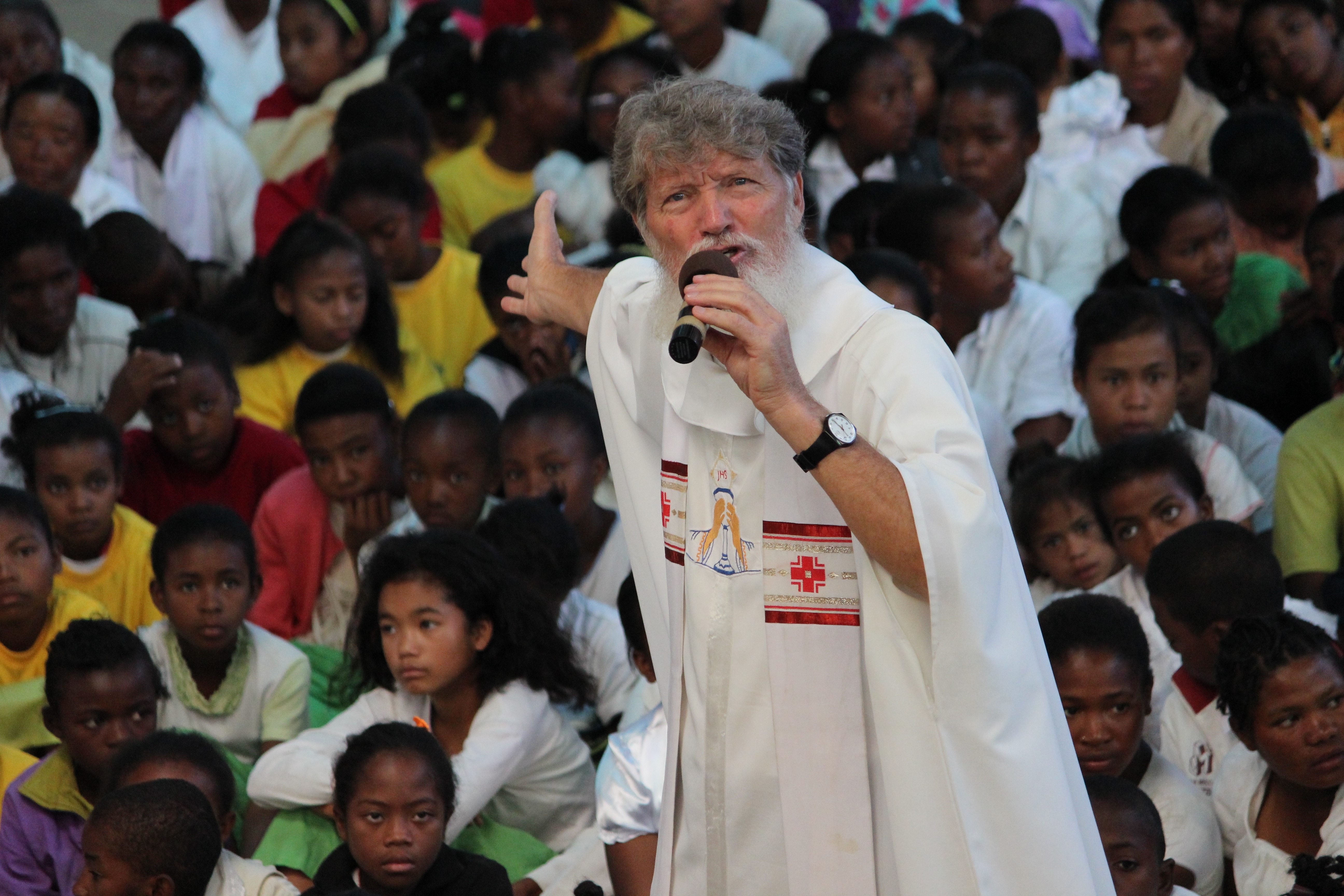
Père Pedro - Messe anniversaire pour les 25 ans d'Akamasoa - 19 octobre 2014.

Les fumées blanches qui s'élèvent sur les hauteurs d'Antananarivo l'intriguent. Au mois de mai 1989, il se rend avec de jeunes séminaristes sur les collines. Il y découvre femmes, hommes et enfants errant et fouillant à mains nues dans la décharge d’Andralanitra située à une dizaine de kilomètres à l’est de la capitale, parmi les chiens et les porcs, attendant que les bennes déversent les déchets. Il lui faudra six mois de longues discussions, pour convaincre ces familles, vivant au milieu des ordures, de se battre pour un meilleur futur pour leurs enfants. Il réussira à convaincre 70 familles de quitter la décharge pour créer un nouveau village sur une terre rocheuse à 7 km de la ville, mise à sa disposition par les autorités.
En décembre 1989, avant Noël, le père Pedro fonde avec ses amis malgaches une association dont le nom en malgache Akamasoa signifie « Les bons amis », pour être précis « les amis fiables et sincères ».
Par décret de février 2004 le gouvernement malgache accorde à l'œuvre humanitaire Akamasoa la reconnaissance d'utilité publique.
Ses objectifs consistent à redonner une dignité humaine aux populations les plus pauvres, issues de la rue, grâce à :
- un logement décent qu'elles contribuent à édifier ;
- la scolarisation obligatoire des enfants ;
- un travail qui depuis la création de l'Association est rémunéré.

### Akamasoa en 2018

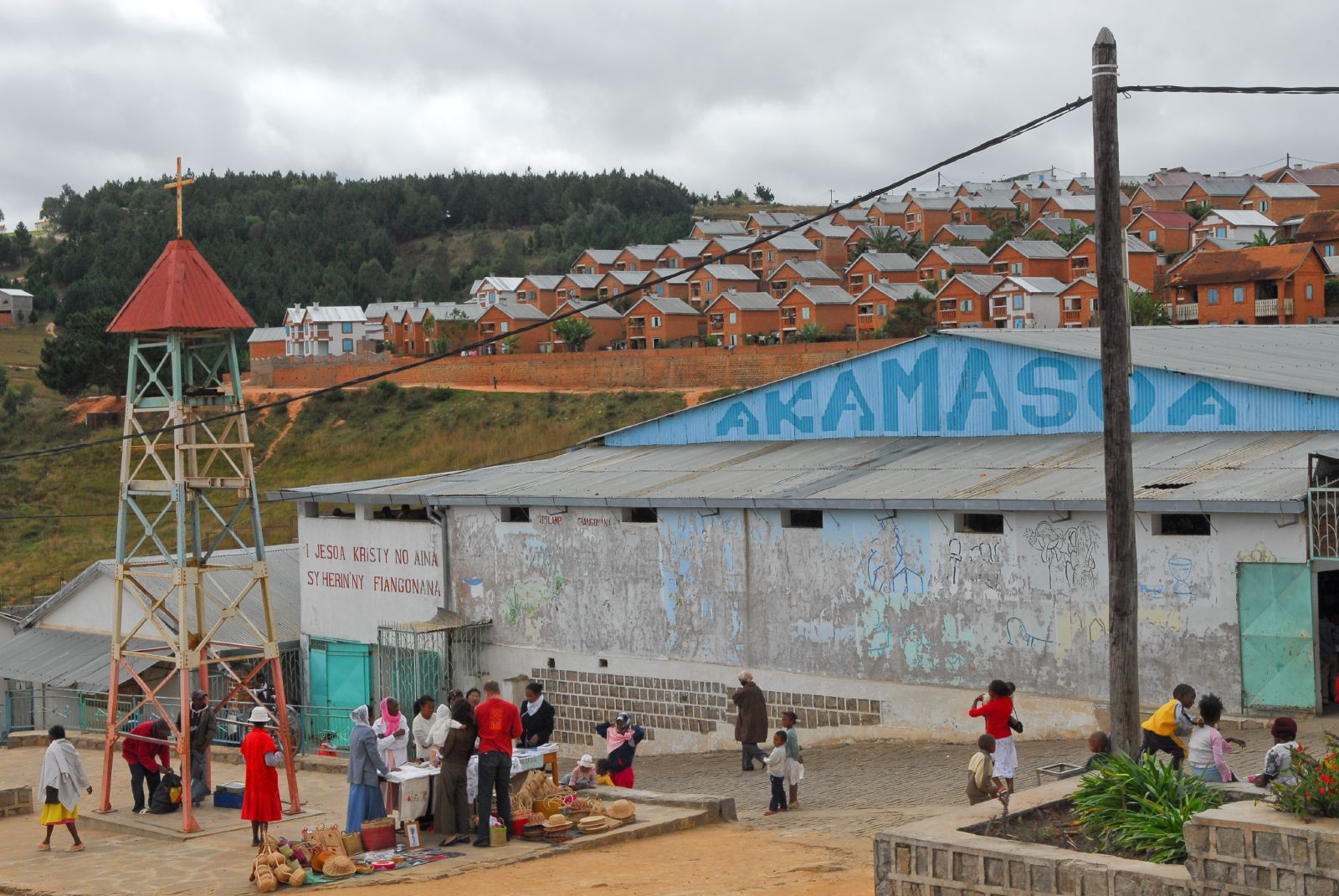
Un des villages d'Akamasoa construit pour les plus pauvres.

Depuis la création de l'Association, plus de 500 000 personnes démunies ont bénéficié de son aide.
Le 29 septembre 2019, l'association Akamasoa a fêté ses 30 ans d'existence.
En 2017, l'association compte 17 839 bénéficiaires permanents, soit 3 343 familles dans les 18 villages qu'elle a construits et a accueilli 77 familles nouvelles. En outre 479 familles extérieures bénéficient également de son aide. Elle accorde également des aides d'urgence : aide alimentaire, soins de santé, produits d'hygiène, vêtements et couvertures aux pauvres qui se présentent à son centre d'accueil.
Akamasoa a bâti, à ce jour, 3 038 maisons et appartements, 324 classes dans une trentaine d'écoles neuves, trois dispensaires, un cabinet de dentiste, des bibliothèques, des stades de foot ou basket dans tous les villages, des cimetières, des latrines.
13 987 enfants sont scolarisés en 2017/2018, de la crèche à la terminale, dans les 6 écoles primaires, 4 écoles secondaires et 2 lycées, avec l'aide de 464 professeurs et instituteurs, aidés par 70 assistantes sociales. Et chaque année, les membres d'Akamasoa, et en particulier les enfants, plantent entre 20 000 et 30 000 arbres autour des villages, contribuant ainsi à reboiser des parcelles détruites par des incendies dont la plupart, et par tradition pastorale, ont été volontaires.
L'association Akamasoa assure aussi un salaire à plus de 3 070 personnes (carrières de granit, fabrication de briques, pavage des places, rues et routes, maçonnerie, menuiserie, charpente, construction métallique, mécanique, repas et cantines, fleurissement, nettoyage, artisanat d'art, personnel de santé, professeurs, chefs de villages, gestionnaires, fabrication de spiruline etc) sur les différents sites à Madagascar.

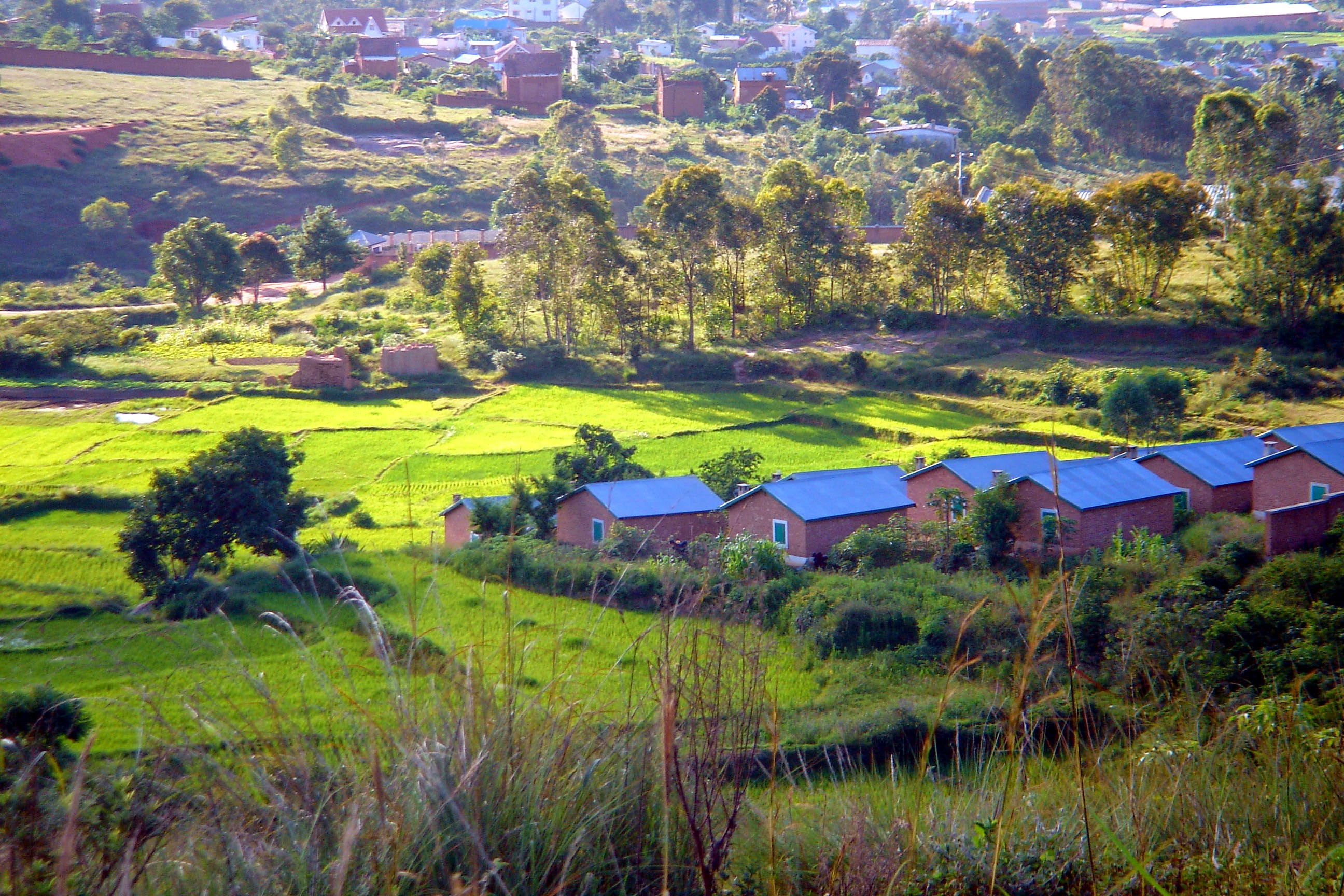
Les maisons du père Pédro, Ilafy, Madagascar

Le Père Pedro s'est entouré au fil des ans d'une équipe de 460 cadres malgaches, qui œuvrent au développement de l'association.
Chaque dimanche matin, entre 7 000 et 9 000 personnes participent à la messe chantée, orchestrée par le père Pedro, au sein de la cité Akamasoa dans le stade de Manantenasoa (8 km à l'est d'Antananarivo).

### Une reconnaissance internationale

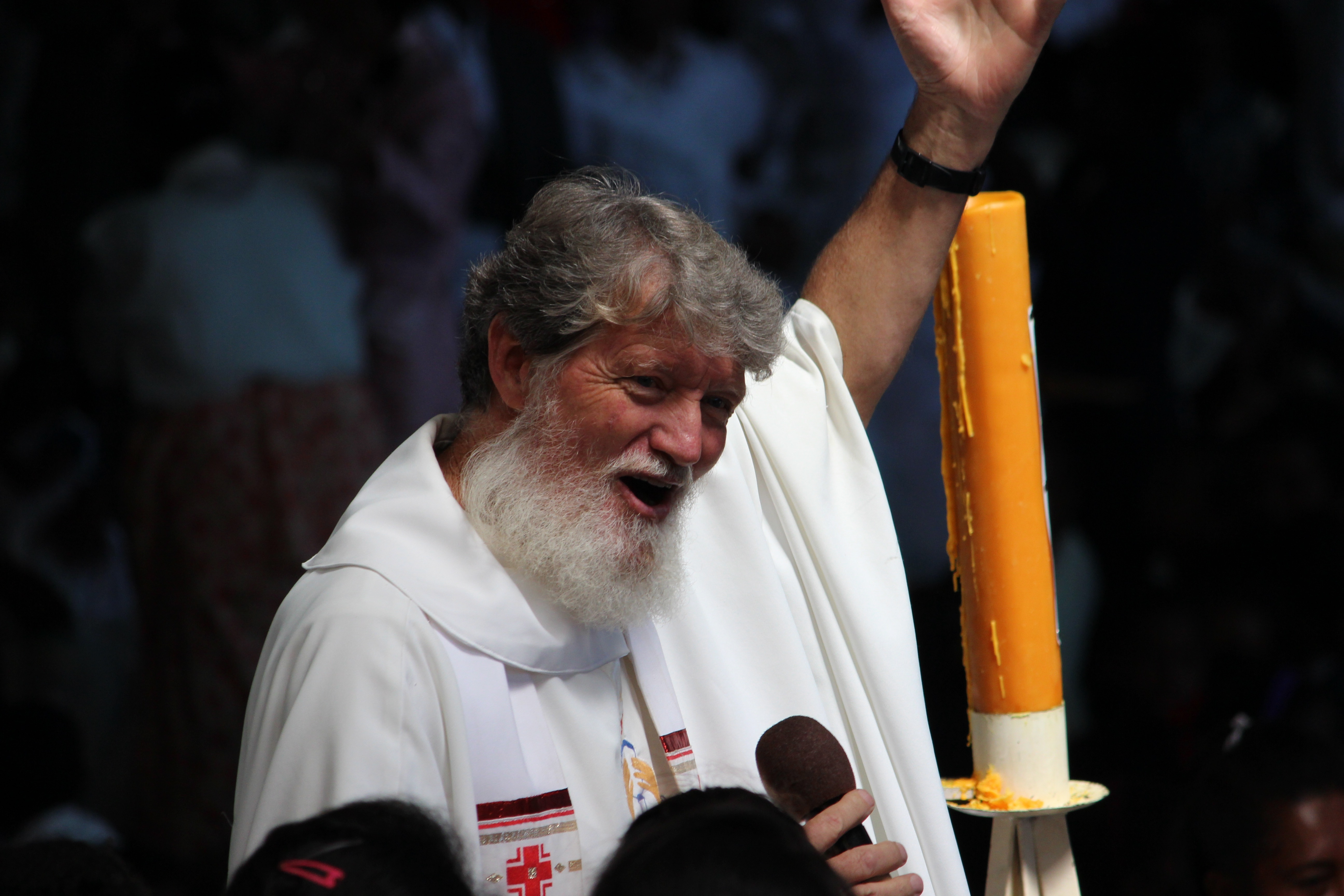
Père Pedro saluant l'assistance.

Le père Pedro se bat pour autofinancer une grande partie de son association et finance aussi son combat contre la misère en voyageant à travers le monde, tenant des conférences pour présenter le travail et la lutte qu'il mène au quotidien avec Akamasoa pour susciter des dons.
Auteur de plusieurs livres et coauteur de deux livres avec l'abbé Pierre, le Père Pedro est régulièrement interrogé par la presse malgache et internationale. Des reportages sur les actions du Père Pedro sont fréquemment diffusés sur diverses chaînes de la télévision française (vingt conférences et 24 interviews en 2017). 
Depuis 2013, le père Pedro a été proposé à six reprises pour une nomination au Prix Nobel de la paix, avec le soutien notamment des gouvernements de Slovénie et de Madagascar, ainsi que plusieurs parlementaires français, d'associations et organismes canadiens, italiens, français, argentin, australien, slovène et monégasque,.

## Soutiens
Plusieurs milliers de membres actifs soutiennent régulièrement le père Pedro à travers plusieurs associations en Europe (France, Île de la Réunion, Monaco, Italie, Slovénie, Allemagne, Autriche), en Amérique du Nord (États-Unis), Amérique du Sud (Argentine) et Océanie (Australie).
En France, l'Association des amis de Père Pedro créée en 1994 à l'initiative d'amis français rencontrés lors de ses études à  dans les années 1970, fédère les actions de soutien aux actions du Père Pedro, avec plus de 3000 donateurs et adhérents. 97% des fonds récoltés par cette association sont redistribués à Akamasoa. 
Sur le site internet de cette Association (www.perepedro.com) le Père Pedro communique régulièrement des informations sur les activités d'Akamasoa. De même, ses présences et conférences en France sont annoncées.
L'alimentation des enfants représente un des gros soucis de l'Association (1,7 million de repas ont été distribués en 2017). Elle peut cependant compter sur l'aide alimentaire de la Slovénie et de l'Australie et sur le soutien de sponsors et d'Associations à travers le monde: principauté de Monaco, Kiwanis, Club service, comme le Lions Clubs et le Rotary International,...
Des artistes organisent également des concerts pour soutenir Akamasoa
Son ami, le Père André Marie de Croixrault organise, à travers la France, des conférences et des expositions de ses œuvres afin d'aider le Père Pedro dans sa mission.

## Distinctions et décorations

### Distinctions
- Grand croix de l'ordre national malgache en 2014, commandeur en 2010, chevalier en 1996[21]
- Insigne d’or de l’Ordre du Mérite de la République Slovène en 2009. L'insigne lui a été remis à l’Académie de la Faculté de Théologie, à l’occasion des 90 ans de l’Université de Ljubljana, le 6 décembre 2009[22].
- Plaque de la solidarité du ministère des Affaires étrangères et du Culte de la République d'Argentine, remise le 25 mars 2009 par le Secrétaire d'État du culte[23],[24].
- Chevalier de la Légion d'honneur en 2007. Le père Pedro a été nommé par décret du 12 octobre 2007, chevalier de La Légion d’Honneur, par le président de la République française Nicolas Sarkozy, et sur proposition du Grand Chancelier de la Légion d’honneur le général Jean-Pierre Kelche. L'insigne lui a été remis par Gildas Le Lidec ambassadeur de France à Madagascar début 2008[25].
- Grand croix de deuxième classe de l'ordre national malgache en 29 septembre 2019.

### Récompenses
- Prix d'Honneur 2011 de l'association Kiwanis d'Autriche[26].
- Prix Cardinal Van Thuân 2008 "Solidarité et développement". Ce prix lui a été remis le 10 décembre 2008 au Vatican par la Fondation San Mateo lors de la célébration solennelle du 60e anniversaire de la Déclaration universelle des droits de l'homme, organisée par le Conseil pontifical Justice et Paix[27]. Cette nomination a été saluée par le pape Benoît XVI[28].
- Prix "Fetullah Gülen" de l'Institut Ravinala, Madagascar 2015
- Prix de la Tolérance par le président de l'action européenne Sciences et Arts, Slovénie, 2013
- Prix du Service Mondial 2005 et médaille d'or 2011 de la Fondation Kiwanis[29]
- Titre et médaille "Paul Harris Fellow" du Rotary International, Paris 2008La Chancellerie argentine rend hommage à Pedro Opeka. Le vice-chancelier Daniel Raimondi a remis une plaque au prêtre argentin Pedro Opeka en reconnaissance de son travail contre la pauvreté à Madagascar.

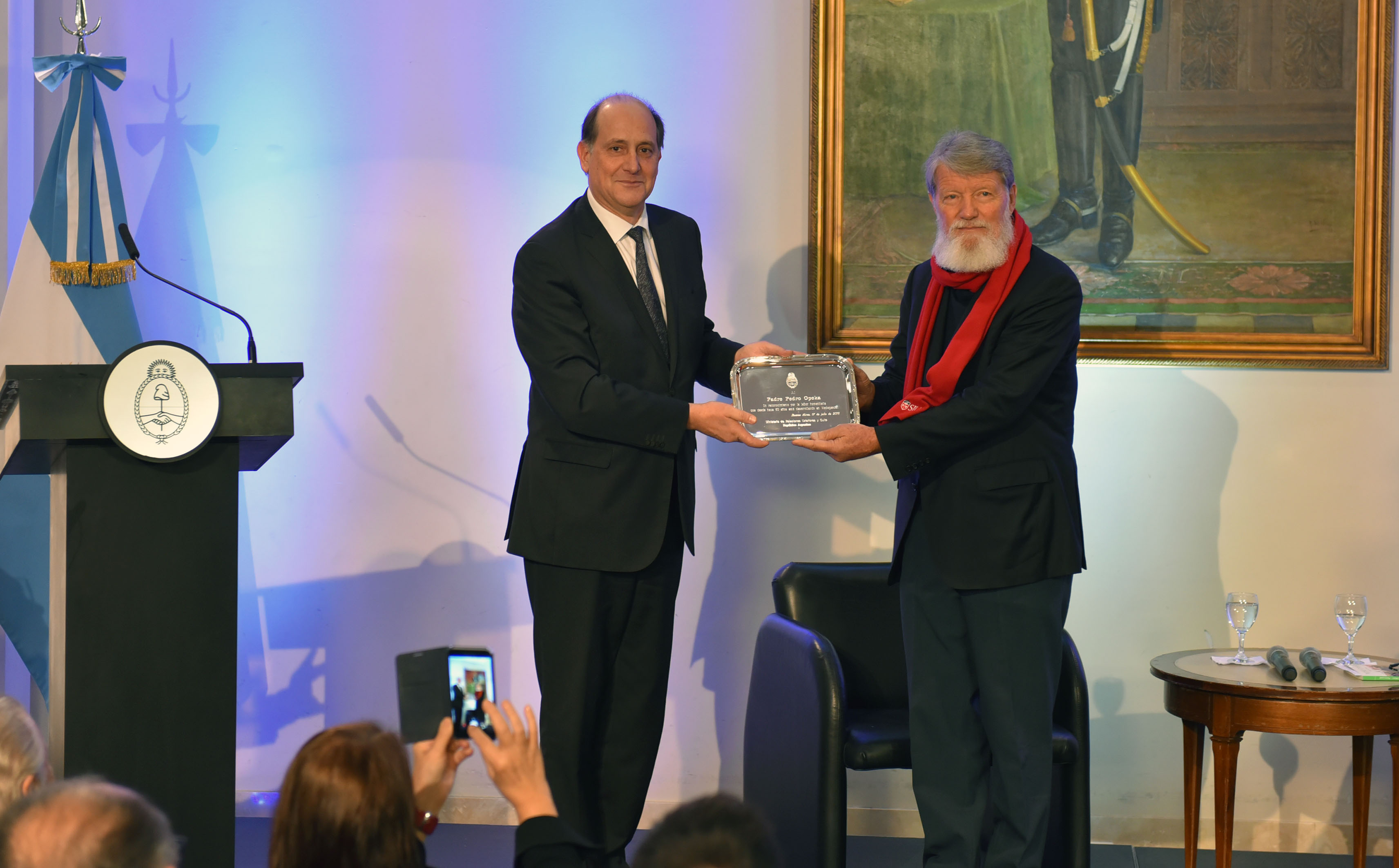
La Chancellerie argentine rend hommage à Pedro Opeka. Le vice-chancelier Daniel Raimondi a remis une plaque au prêtre argentin Pedro Opeka en reconnaissance de son travail contre la pauvreté à Madagascar.

- Prix "Cuore Amico" (Ami du cœur) 2000[3]. Ce prix est remis chaque année à des figures exemplaires de missionnaires dans le but de mettre en évidence la grande œuvre opérée par l’Église[30].
- Médaille d'honneur de la ville de Poissy (Yvelines, France), Jardin de l'Olivier, 12 juin 2018
- Docteur honoris causa Université privée d'Argentine, juillet 2018
- Docteur honoris causa Université de Namur, septembre 2024[31]

### Autobiographie
- Père Pedro, Combattant de l'espérance : autobiographie d'un insurgé, Paris, Jean-Claude Lattès, 6 avril 2005, 285 p., Broché (ISBN 978-2-7441-8906-7)
- Père Pedro, Le Cri des pauvres, ne pas se dérober, Balland, mai 2015

### Essai
- Père Pédro et Pierre Lunel (préf. Yann Arthus-Bertrand), Insurgez-vous, Paris, Litos, 6 mars 2024, 144 p., Poche (ISBN 978-2-38550-028-3)

### eDocumentaire
- Bernard Orcel, Père Pedro - Le soldat de Dieu - Documentaire sur cassette vidéo VHS
- Les Collines de l'Espoir, film documentaire de Albert Jaonison